# Vyon (foguete)

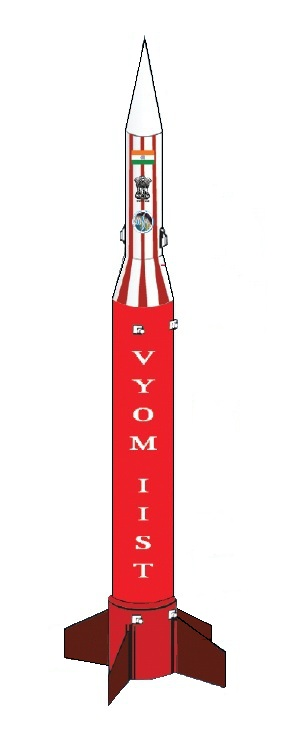
O foguete Vyom.

Vyom, é um foguete de sondagem de origem indiana, desenvolvido desde 2009, por estudantes do
Indian Institute of Space Science and Technology (IIST), sob a orientação e supervisão dos especialistas do Vikram Sarabhai Space Centre (VSSC).

## Etimologia
O termo Vyom, em Sânscrito, significa Céu.

## Características
O Vyom, é um foguete de apenas um estágio, movido a combustível sólido, estabilizado aerodinamicamente por quatro aletas enflechadas, com as seguintes características:
- Altura: 2,31 m
- Massa total: 88 kg
- Diâmetro: 20 cm
- Carga útil: 10 kg
- Apogeu: 13,6 km

A carga útil consiste de um acelerômetro triaxial e um transmissor em banda S, alimentados por uma fonte conversora de 5 Volts de baixo custo.
O primeiro lançamento ocorreu em 11 de maio de 2012. Os planos são de lançar um foguete desse tipo a cada ano.